# Mistrovství Evropy v judu 1995
Mistrovství Evropy se konalo v Birminghamu ve Spojeném království, ve dnech 11.–14. května 1995

## Program
Vyřazovací kola
- ČTV – 11.05.1995 – těžká váha (+95 kg, +72 kg) a polotěžká váha (−95 kg, −72 kg) a střední váha (−86 kg, −66 kg) a polostřední váha (−78 kg, −61 kg)
- PAT – 12.05.1995 – lehká váha (−71 kg, −56 kg) a pololehká váha (−65 kg, −52 kg) a superlehká váha (−60 kg, −48 kg) a bez rozdílu vah

Finálová kola
- SOB – 13.05.1995 – těžká váha (+95 kg, +72 kg) a polotěžká váha (−95 kg, −72 kg) a střední váha (−86 kg, −66 kg) a polostřední váha (−78 kg, −61 kg)
- NED – 14.05.1995 – lehká váha (−71 kg, −56 kg) a pololehká váha (−65 kg, −52 kg) a superlehká váha (−60 kg, −48 kg) a bez rozdílu vah

## Výsledky

### Muži
| Kategorie | Zlato                  | Stříbro                   | Bronz                     | Bronz                   |
| --------- | ---------------------- | ------------------------- | ------------------------- | ----------------------- |
| −60 kg    | Nigel Donohue (GBR)    | Giorgi Vazagašvili (GEO)  | Girolamo Giovinazzo (ITA) | Natik Bagirov (BLR)     |
| −65 kg    | Peter Schlatter (GER)  | Vsevolod Zeljonyj (LAT)   | Philip Laats (BEL)        | Bektaş Demirel (TUR)    |
| −71 kg    | Martin Schmidt (GER)   | Christophe Gagliano (FRA) | Davor Vlaškovac (BIH)     | Thomas Schleicher (AUT) |
| −78 kg    | Patrick Reiter (AUT)   | Djamel Bouras (FRA)       | Johan Laats (BEL)         | İrfan Toker (TUR)       |
| −86 kg    | Maarten Arens (NED)    | Iveri Džikurauli (GEO)    | Ruslan Mašurenko (UKR)    | Oleg Malcev (RUS)       |
| −95 kg    | Paweł Nastula (POL)    | Dmitrij Sergejev (RUS)    | Stéphane Traineau (FRA)   | Pedro Soares (POR)      |
| +95 kg    | Sergej Kosorotov (RUS) | Frank Möller (GER)        | Denny Ebbers (NED)        | Rafał Kubacki (POL)     |

### Ženy
| Kategorie | Zlato                       | Stříbro                       | Bronz                      | Bronz                        |
| --------- | --------------------------- | ----------------------------- | -------------------------- | ---------------------------- |
| −48 kg    | Yolanda Solerová (ESP)      | Sylvie Melouxová (FRA)        | Joyce Heronová (GBR)       | Taťjana Kuvšinovová (RUS)    |
| −52 kg    | Alessandra Giungiová (ITA)  | Heidi Goossensová (BEL)       | Larysa Krauseová (POL)     | Sharon Rendleová (GBR)       |
| −56 kg    | Nicola Fairbrotherová (GBR) | Isabel Fernándezová (ESP)     | Jessica Galová (NED)       | Einat Jaronová (ISR)         |
| −61 kg    | Jenny Galová (NED)          | Diane Bellová (GBR)           | Gella Vandecaveyeová (BEL) | Catherine Fleuryová (FRA)    |
| −66 kg    | Alice Duboisová (FRA)       | Emanuela Pierantozziová (ITA) | Ute Burmeisterová (GER)    | Rowena Sweatmanová (GBR)     |
| −72 kg    | Ulla Werbroucková (BEL)     | Estha Essombeová (FRA)        | Kate Howeyová (GBR)        | Doris Pöllhuberová (AUT)     |
| +72 kg    | Svetlana Gundarenková (RUS) | Christine Cicotová (FRA)      | Beata Maksymowová (POL)    | Monique van der Leeová (NED) |